# دوغ ريد (لاعب كرة قدم أمريكية)
دوغ ريد (بالإنجليزية: Doug Reed) هو لاعب كرة قدم أمريكية أمريكي، ولد في 16 يوليو 1960 في سان دييغو في الولايات المتحدة.

## وصلات خارجية
- دوغ ريد على موقع مرجع كرة القدم المحترفة.كوم (الإنجليزية)